# Дилетант (фільм)
«Дилетант» — радянський художній фільм 1987 року, знятий режисером Джалі Соданбеком і Аманом Камчібековим на кіностудії «Киргизфільм».

## Сюжет
Після серйозного конфлікту із редактором місцевої газети журналіст Темір Атаєв почав працювати вчителем у школі-інтернаті для дітей чабанів. Перші труднощі не налякали Теміра. Захоплений новою роботою Атаєв зміг привернути до себе дітей, які були з неблагополучних сімей, і навести лад у педагогічному колективі.

## У ролях
- Еміль Борончієв — Темір
- Назіра Мамбетова — головна роль
- Аман Бурулбаєв — головна роль
- Айша Борончієва — роль другого плану
- Алмаз Киргизбаєв — завгосп
- Совєтбек Джумадилов — роль другого плану
- Ільяс Акматов — роль другого плану
- Чоробек Думанаєв — роль другого плану
- Айтурган Темірова — роль другого плану
- Денізбек Чалапінов — роль другого плану
- Талгат Джаманаков — роль другого плану
- Асанкул Осмонов — роль другого плану
- Токон Дайирбеков — роль другого плану
- Гульнара Абдикадирова — вчителька

## Знімальна група
- Режисери — Джалі Соданбек, Аман Камчібеков
- Сценарист — Роза Хуснутдінова
- Оператор — Олексій Кім
- Композитор — Муратбек Бегалієв
- Художник — Кошмак Коргонбаєв